# All Cannings
All Cannings – wieś w Anglii, w hrabstwie Wiltshire. Leży 31 km na północ od miasta Salisbury i 125 km na zachód od Londynu. W 2001 miejscowość liczyła 616 mieszkańców.